# Ici
Ici, anteriorment coneguda com France Bleu, és la xarxa d'emissores de ràdio públiques locals franceses, dividida en 44 emissores de ràdio públiques locals. Va ser creat per iniciativa de Jean-Marie Cavada, director general de Radio France, el setembre de l'any 2000. El contingut està format essencialment per programes locals d'emissores locals de les regions i departaments retransmesos al vespre, a la nit i al migdia per un programa nacional. Forma part del grup públic Radio France, en el qual es pot comparar amb France 3 dins de France Télévisions per la seva missió d'àmbit local.
Céline Pigalle va assumir les funcions com a directora de France Bleu el 3 d'abril de 2023, succeint a Jean-Emmanuel Casalta.